# 第二次臨城戰鬥 (抗日戰爭)
臨城戰鬥發生於1939年11月29日，持續到翌年二月間。地點則是在中國魯南一帶。是抗日戰爭主要戰鬥之一，交戰一方為中華民國國民革命軍，另一方則為日軍。